# Tu i teraz (album)
Tu i teraz – szósty album studyjny radomskiej formacji Ira. Jest to pierwsza płyta wydana po siedmioletniej przerwie zespołu, spowodowanej zawieszeniem działalności. Płyta została nagrana już bez gitarzystów Kuby Płucisza (który zerwał z muzyką) oraz Piotra Łukaszewskiego (który rozstał się z grupą w 1999 roku). Ich miejsce zajął radomski gitarzysta Zbyszek Suski z zespołu Szymon Wydra & Carpe Diem, który współpracę z zespołem rozpoczął już w 2000 roku, przy okazji nagrywania akustycznego singla, który był dołączony do płyty G.A.D. Limitowana edycja. Przed przystąpieniem do nagrywania krążka, po powrocie z USA, zespół wyruszył w trasę koncertową po kraju pod hasłem "Wracamy". Grupa nawiązała współpracę z managerem Mariuszem Musialskim.

## Nagrywanie
Jesienią 2001 roku, zespół w małej miejscowości Ujsoły nagrał demo, z którego na płytę ostatecznie został wybrany tylko jeden utwór, Mocny. Sesja nagraniowa do płyty odbyła się od listopada 2001 do marca 2002 roku. Krążek nagrywany był w studiu im. Winicjusza Chrósta w Sulejówku pod Warszawą. Realizacją nagrań zajął się Adam Toczko i Szymon Sieńko w Gdańsku. Wokale zostały nagrane w "Elektra Studio" Wojciecha Olszaka, także w Sulejówku. Wyjątkiem jest jedynie utwór Mocny, który był nagrywany w warszawskim studiu S-4, pod okiem Leszka Kamińskiego, który zajął się także jego produkcją oraz miksem. Partie gitary, Zbigniew Suski nagrał wraz z Wojciechem Garwolińskim oraz Mariuszem Noskowiakiem. Na płycie wystąpiło także wielu muzyków sesyjnych, m.in. Sławomir Urbański z zespołu Blenders. Sesja nagraniowa zakończyła się w marcu. Na płytę wybrano 14 utworów, z czego jeden Bezsenni, pochodzi z wcześniej niezarejestrowanej twórczości Mariusza Musialskiego. Zespół od samego początku chciał nazwać płytę Tu i teraz. Od tego tytułu, powstał także tytuł dla piosenki (wcześniej także od tytułu piosenek powstawały tytuły płyt, m.in. Mój dom czy 1993 rok). Utwór jednak nie znalazł się na płycie, gdyż okazało się, że w ZAIKS-ie jest już utwór o takim samym tytule i zamieszczenie go na krążku jest niemożliwe.

## Styl
Płyta Tu i teraz cechuje się dużą melodyjnością oraz różnorodnością. Zespół na tej płycie odszedł od swego dawnego stylu, zrezygnował z ostrych hardrockowych utworów, na rzecz lżejszych połączonych z brzmieniem instrumentów klawiszowych. Wśród 14 utworów znajdujących się na płycie nie ma także ani jednej solówki gitarowej. Utwory są bardzo różnorodne, począwszy od mocnych rockowych utworów (Reality, Niewinny) poprzez utwory (Bezsenni, Już nie szukam jej). Znalazły się także ballady (Skończone, Bez ciebie znikam). Brzmienie tego krążka często bywa porównywane z brzmieniem jakie panowało na ostatniej solowej płycie wokalisty grupy, Artura Gadowskiego, G.A.D. z marca 2000 roku. Zespół na tym krążku połączył melodyjnego rocka z popem.

## Przyjęcie albumu, Trasa koncertowa
Album został wydany 12 sierpnia 2002 roku. Ukazał się nakładem firmy BMG Poland. Początkowo premiera miała się odbyć w lipcu, ostatecznie jednak została przesunięta. Album nie odniósł jednak zbyt dużego sukcesu, docierając w pierwszym tygodniu sprzedaży do zaledwie 24 miejsca na liście OLiS. Zdania wśród fanów co do tej płyty są podzielone, jedni uważają tę płytę za efekt komercjalizacji grupy, i za najsłabszą płytę w dorobku, inni zaś uważają ją za duże osiągnięcie grupy. Zespół tuż po wydaniu krążka, ruszył w trasę koncertową po całym kraju. Podczas niektórych koncertów, m.in. występ na "Kotan Day 2002", grupę prócz Suskiego wspomagał drugi gitarzysta Maciej Gładysz, który dołączył do zespołu w 2004 roku. Trasa koncertowa trwała od 6 października do 31 grudnia 2002 roku, oraz od 2 do 31 maja. Druga część trasy liczyła 21 koncertów. Łącznie do 2004 roku, zespół zagrał ponad 200 koncertów promujących album.

## Twórcy
Ira
- Artur Gadowski – śpiew, chórki
- Wojtek Owczarek – perkusja
- Piotr Sujka – gitara basowa, chór
- Zbyszek Suski – gitara

Muzycy sesyjni
- Mariusz Noskowiak – instrumenty klawiszowe (2,4,5,7,9,12,13,14), gitara akustyczna (4,5,13), gitara elektryczna (2,13), chórki (5,6,10)
- Przemek Momot – instrumenty perkusyjne (4,5,7,12), programowanie (4,12)
- Wojtek Garwoliński – gitara elektryczna (2,8,9,10,11)
- Wojtek Olszak – instrumenty klawiszowe, programowanie (3)
- Sławek Urbański (Blenders) – gitara basowa (4)
- Irek Wojtczak – instrumenty klawiszowe (14)
- Patrycja Kujawska, Karolina Polanowska, Grażka Graczyk – chórki

Produkcja
- Nagrywany oraz miksowany: 6 listopada 2001 – Marzec 2002 w Studiu im. Winicjusza Chrósta w Sulejówku oraz w Elektra Studio w Sulejówku
- Produkcja: Mariusz Musialski ("El Mariachi Management")
- Produkcja muzyczna: Leszek Kamiński, Krakers Zarząd
- Realizacja nagrań: Adam Toczko
- Mix: Adam Toczko i Szymon Sieńko w Gdańsku
- Mastering: Tom Meyer oraz Master & Servant w Hamburgu
- Projekt okładki, oprawa graficzna: Activa Studio

## Lista utworów
1. "Intro" – 1:16
2. "Mój kraj" (A.Gadowski / W.Owczarek / P.Sujka / Z.Suski – J.Telus) – 4:52
3. "Mocny" (M.Musialski – W.Byrski) – 4:48
4. "Już nie szukam jej" (A.Gadowski – A.Gadowski / W.Byrski) – 5:33
5. "Supertajna lista pytań" (A.Gadowski / W.Owczarek – J.Telus) – 4:14
6. "Cały ja" (W.Owczarek / Z.Suski – W.Byrski) – 3:52
7. "Skończone" (A.Gadowski / W.Owczarek / Z.Suski – W.Byrski) – 3:09
8. "Niewinny" (A.Gadowski / M.Musialski / W.Owczarek / P.Sujka / Z.Suski – W.Byrski) – 3:38
9. "Bez Ciebie znikam" (A.Gadowski / W.Owczarek / P.Sujka / Z.Suski – A.Gadowski) – 3:55
10. "Wszystko co utraciłem" (A.Gadowski / Z.Suski – W.Byrski) – 4:14
11. "Reality" (W.Owczarek / P.Sujka / Z.Suski – W.Byrski) – 4:03
12. "Gdyby mnie lubił" (W.Owczarek / Z.Suski – W.Byrski) – 4:35
13. "Bez zmian" (A.Gadowski / W.Owczarek / P.Sujka / Z.Suski – W.Byrski) – 3:52
14. "Bezsenni" (M.Musialski – W.Byrski) – 4:28

- (W nawiasach są wymienieni twórcy utworów)

## Miejsca na listach przebojów

### Single
| 25 kwietnia 2002 | "Mocny"                  | 54 | 97 |
| 18 lipca 2002    | "Bez ciebie znikam"      | -  | 13 |
| 8 marca 2002     | "Supertajna lista pytań" | -  | 33 |

### OLiS
| Oficjalna Lista Sprzedaży OLiS |    |    |    |    |    |    |    |    |
| Tydzień                        | 01 | 02 | 03 | 04 | 05 | 06 | 07 | 08 |
| Pozycja                        | 24 | 25 | 25 | 37 | 33 | 39 | 33 | 49 |

## Wydania albumu

### Płyta kompaktowa
| Kraj wydania | Wydawca    | Rok wydania | Numer katalogowy |
| ------------ | ---------- | ----------- | ---------------- |
| Polska       | BMG Poland | 2002        | EM003            |